# Viktor Frešo
MgA. Viktor Frešo (* 22. června 1974 Bratislava, Československo) je slovenský konceptuální fotograf, výtvarník a umělec.

## Život a dílo
Vystudoval bratislavskou Vysokou školu výtvarných umění a Akademii výtvarných umění v Praze, kterou ukončil roku 2005. Jeho práce a celkový přístup k současnému umění spočívá v tom, že Frešo vytváří tzv. koncepty a projekty, ve kterých je kritický a agresivně vyjadřuje pohrdání současnou výtvarnou scénou s podtónem lehkosti a humoru. Ve své tvorbě používá důraz na své ego a sebeironii.
Dalším typickým aspektem jeho tvorby je přesah do mediálního světa. Zúčastňuje se různých talk show a nechává sám sebe fotografovat mediálně známými lidmi.
Založil několik uměleckých skupin, jako například EGOART či Fifty-fifty group. Spolupracuje například s Ondřejem Brodym.

### Projekty (výběr)
- Work with model
- Writings
- What helps me..
- I WAS HERE
- I’M ¼ HUNGARIAN
- Coca cola light
- Who is the king?
- Viktor Frešo the curator